# 北宮遺
北宫遗（?—?），中国春秋时期卫国的大夫，北宮氏。
前547年，宁喜、北宫遗杀卫殇公，驱逐孙林父，幫助卫献公復辟。晋国人拘捕了宁喜、北宫遗，让女齐带了他们回晉國。卫献公親自到晋国，晋国人抓住他，把他关在士弱家里。